# Centaurea devasiana
Centaurea devasiana — вид квіткових рослин айстрових (Asteraceae). Ендемік Греції.

## Біоморфологічна характеристика
Трав'янистий багаторічник, злегка здерев'янілий, напівкриптофіт. Стебло прямовисне, розгалужене знизу або на середині висоти. Стебло і листя сіро-зелені, запушені. Прикореневі та нижні стеблові листки 4–8 см завдовжки, перисторозсічені, з лінійними або прямоланцетними переважно цілісними сегментами 1–1,5 см завдовжки. Верхні листки і листки на гілках менші, 1,5–2,5 см завдовжки. Квіткова голова вузькояйцеподібна, 10–12 мм завдовжки; квіточки рожево-пурпурові. Сім'янки запушені, 2,5–3,0 мм; папус 1.0–1.3 мм.

## Середовище
Росте на сухих луках, на вапняних неглибоких кам’янистих ґрунтах з рослинним покривом 65–90 %.